# 国鉄123系電車
- 国鉄143系電車 > 国鉄123系電車
- 国鉄145系電車 > 国鉄123系電車

123系電車（123けいでんしゃ）は、日本国有鉄道（国鉄）および東日本旅客鉄道（JR東日本）・東海旅客鉄道（JR東海）・西日本旅客鉄道（JR西日本）の3社が導入した直流近郊形電車である。1986年から1988年にかけて投入された。

## 概要
1986年11月1日ダイヤ改正で鉄道手荷物・郵便輸送が廃止されたことに伴い、余剰になった荷物電車などを改造し、利用者の少ない電化ローカル線向けに改造して導入したのが本形式である。いずれも両側に運転台が装備された単行電車を種車としており、国鉄の新性能単行電車では初となる旅客輸送用車両となった。
形式はクモハ123形のみが存在する。国鉄により11両、JR東海により2両の合計13両が改造され、クモニ143形から改造された0番台、クモユニ147形から改造された40番台、クモヤ145形から改造された600番台の区分に大別される。当初は郵便輸送の廃止により、余剰となっていたクモユ143形の改造が検討されたが、同車は郵政省の所有であることから、実現には至らずクモニ143形が選ばれた。
種車や改造手法の違いから外観や扉位置が異なっている。旅客車化にあたり、車体側面は側引戸と側窓の新設を伴う大きな改造が施工され、車内はロングシート構成の座席、荷棚、つり手棒とつり革、車内放送装置、室内灯などが新設されている。改造にあたって、郵便荷物車時代のトイレは撤去されている。ワンマン運転を考慮して、乗務員室と客室間の仕切扉は腰高タイプのオープン仕様となっている（クモハ123-1は後に窓入りの扉を新設）。
車外は車側灯が新設され、1から4（長野地区、広島地区）は改造時に側引戸の半自動改造（押しボタン式ではなく、115系などと同じ手動式）が実施された。車体側面の主電動機冷却風取入口は、1と40番台・600番台（長野地区、静岡地区）は側引戸の新設に伴い移設したが、2から6（広島地区、大阪地区）は暖地向けとして直接吹込み方式とした。
下記の諸元・改造工場名は基本的に改造時点のもの
|                       | 長野地区 （1）                     | 広島地区 （2 - 4）                              | 大阪地区 （5・6）            | 静岡地区 （41 - 45） | 静岡地区 （601・602）   |
| --------------------- | ---------------------------------- | ----------------------------------------------- | ---------------------------- | -------------------- | ----------------------- |
| 改造所                | 長野工場                           | 広島車両所                                      | 吹田工場                     | 浜松工場             | 浜松工場                |
| 改造種車              | クモニ143                          | クモニ143                                       | クモニ143                    | クモユニ147          | クモヤ145-600           |
| 前面構造              | 非貫通                             | 非貫通                                          | 貫通                         | 非貫通               | 貫通                    |
| 側引戸 （片側側面）   | 片開き 幅1,000 mm×2 （半自動対応） | 片開き 幅1,000 mm×2 （半自動対応）              | 両開き 幅1,300 mm×2          | 片開き 幅1,000 mm×2  | 片開き 幅1,100 mm×3     |
| 側窓配置 （片側側面） | 種車と同じ 二段窓×11               | 上段内倒し式窓 （熱線吸収ガラス/ カーテンなし） | 201系と同じ 二段ユニット窓×3 | 119系と同じ 二段窓×7 | 119系と同じ 二段窓×5    |
| 戸袋窓                | あり                               | あり                                            | なし                         | なし                 | あり                    |
| 定員                  | 116人 （座席54人）                 | 114人 （座席48人）                              | 122人 （座席49人）           | 116人 （座席54人）   | 118人 （座席48人）      |
| 集電装置              | PS23A形×2基                        | PS16J形×1基                                     | PS16J形×1基                  | PS23A形×1基          | PS23A形×2基             |
| 電動発電機 定格容量   | 20 kVA                             | 70 kVA （冷房電源対応）                         | 70 kVA （冷房電源対応）      | 5 kVA                | 70 kVA （冷房電源対応） |
| 冷房装置              | なし（扇風機）                     | AU75G形×1基                                     | AU75E形×1基                  | なし（扇風機）       | なし（扇風機）          |
| 車両重量              | 43.0 t→45.4 t                      | 46.6 t                                          | 48.0 t                       | 41.7→43.4 t          | 44.0 t（竣工時）        |

1. 1 2  2 - 4と45（→5045→5145）は後に貫通化。
2. ↑  126人となっている資料もあるが、現車の表記は116人となっている。
3. ↑  冷房化時に専用のSC24形インバータ（容量28 kVA）を新設。
4. ↑  冷房化時に専用のC-SC33形コンバータ（容量24 kW）を新設。
5. ↑  AU712形×2基で冷房化。
6. ↑  C-AU711形×2基で冷房化。

### 走行機器など
改造は車体関係のみで、走行機器は基本的に改造種車のものを流用している。
クモハ123-1から6はクモニ143形と同様で、力行28段（直列11段・並列13段・弱め界磁4段）、発電ブレーキ20段構成のCS44形電動カム軸式主制御器を使用し、主電動機の直並列抵抗制御、弱め界磁制御を行う。主電動機は100 kW出力のMT57A形、台車は片押し式踏面ブレーキのDT21C形を使用する。クモハ123-1では115系との併結機能も残されていた。
クモハ123-41から45はクモユニ147形と同様で、力行12段（全界磁8段・弱め界磁4段）、発電ブレーキ13段構成のCS54A形電動カム軸式主制御器を使用し、主電動機の永久直列接続、弱め界磁制御を行う。主電動機は101系の廃車流用品で100 kW出力のMT46A形、台車も101系流用品で両抱き式踏面ブレーキのDT21形を使用する。電動発電機、空気圧縮機も101系の流用品である。119系などとの併結機能も残されていた。
クモハ123-601・602はクモヤ145形600形と同様で、力行9段（抵抗7段・弱め界磁2段）のCS50形電動カム軸式主制御器を使用し、主電動機の永久直列接続、弱め界磁制御を行う。主電動機は101系の廃車流用品で100 kW出力のMT46A形またはMT46B形、台車も101系流用品で両抱き式踏面ブレーキのDT21B形を使用する。
ブレーキ装置は600番台を除き発電ブレーキ併用電磁直通ブレーキ（SELD、40番台のみSED）で、抑速ブレーキに対応している。600番台は電磁直通ブレーキ（SED）のみ。また直通予備ブレーキ、手ブレーキ（600番台は手ブレーキ撤去）を装備する。
パンタグラフは-1、40番台と600番台は狭小トンネルに対応したPS23A形を使用しており、それ以外の2 - 6は一般的なPS16J形を搭載している。PS23A形を搭載したクモハ123-1のパンタグラフ折りたたみ高さは3,980 mm、身延線で運用される40番台と600番台はパンタグラフ取り付け部の屋根を低くして折りたたみ高さを3,960 mmに収めている。

## 車両概説

### 0番台

#### クモハ123-1（辰野支線用）

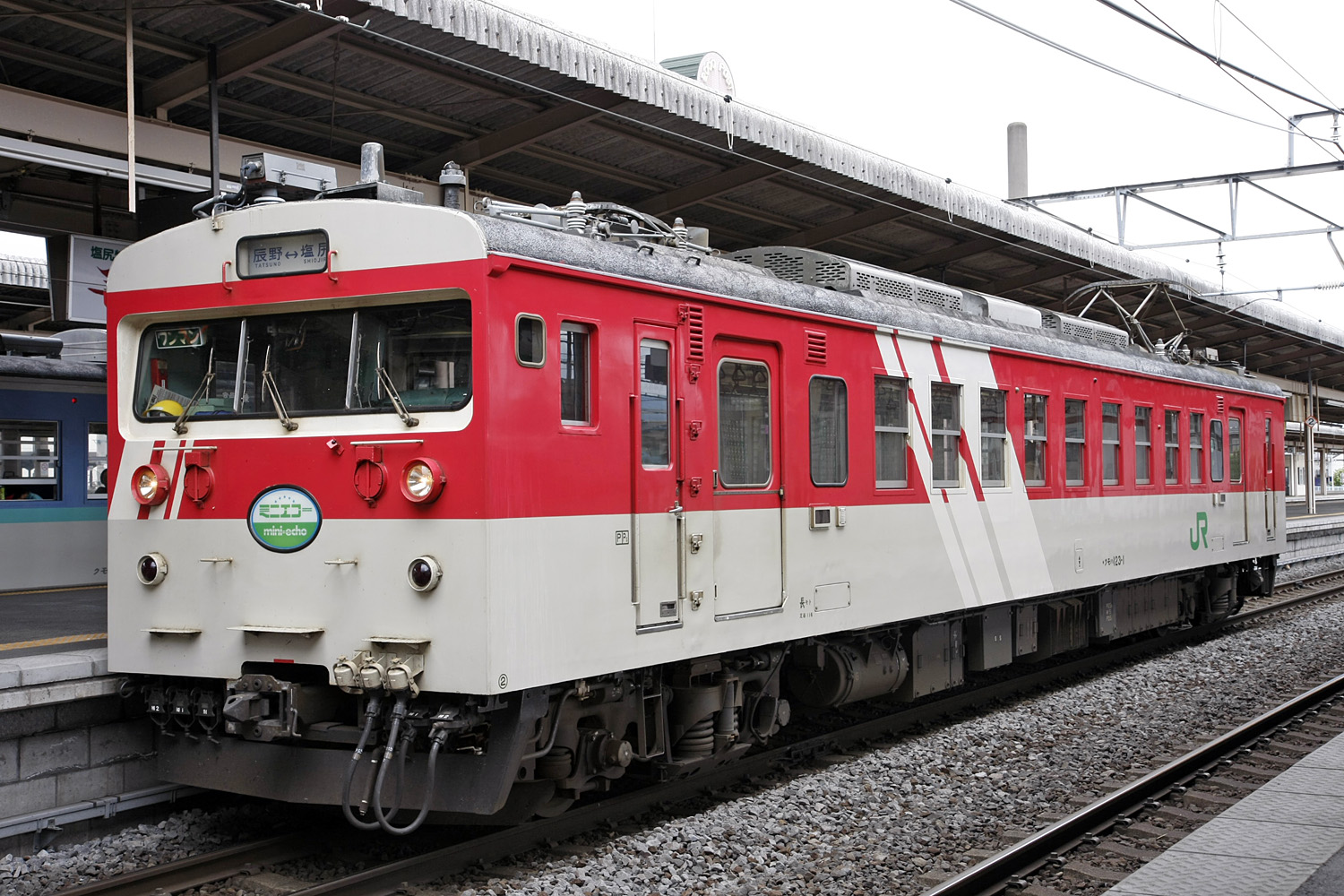
クモハ123-1
（2008年5月5日、塩尻駅）

中央本線の塩嶺トンネル完成に伴い支線化した辰野 - 塩尻間（中央本線辰野支線）の輸送力適正化を目的として、1986年（昭和61年）10月に国鉄長野工場（現・長野総合車両センター）でクモニ143-1から改造された車両である。当時長野地区のシティ電車に使用していた愛称「エコー電車」に因み、「ミニエコー」と名付けられた。
将来のワンマン運転を考慮し、側面両端部に幅1,000 mmの片開き扉を設けた。側面窓は幅674 mmのユニット窓となっており、一部の窓は種車のものをそのまま流用している。101系廃車発生品の暖房器や115系冷房改造で発生した扇風機が流用された。
改造当初は白地（クリーム10号）に緑帯（緑14号）の塗装であったが、1990年（平成2年）1月のワンマン運転改造に合わせてローズピンクと白色のツートーンカラーに変更されている。

#### クモハ123-2 - 4（可部線用）

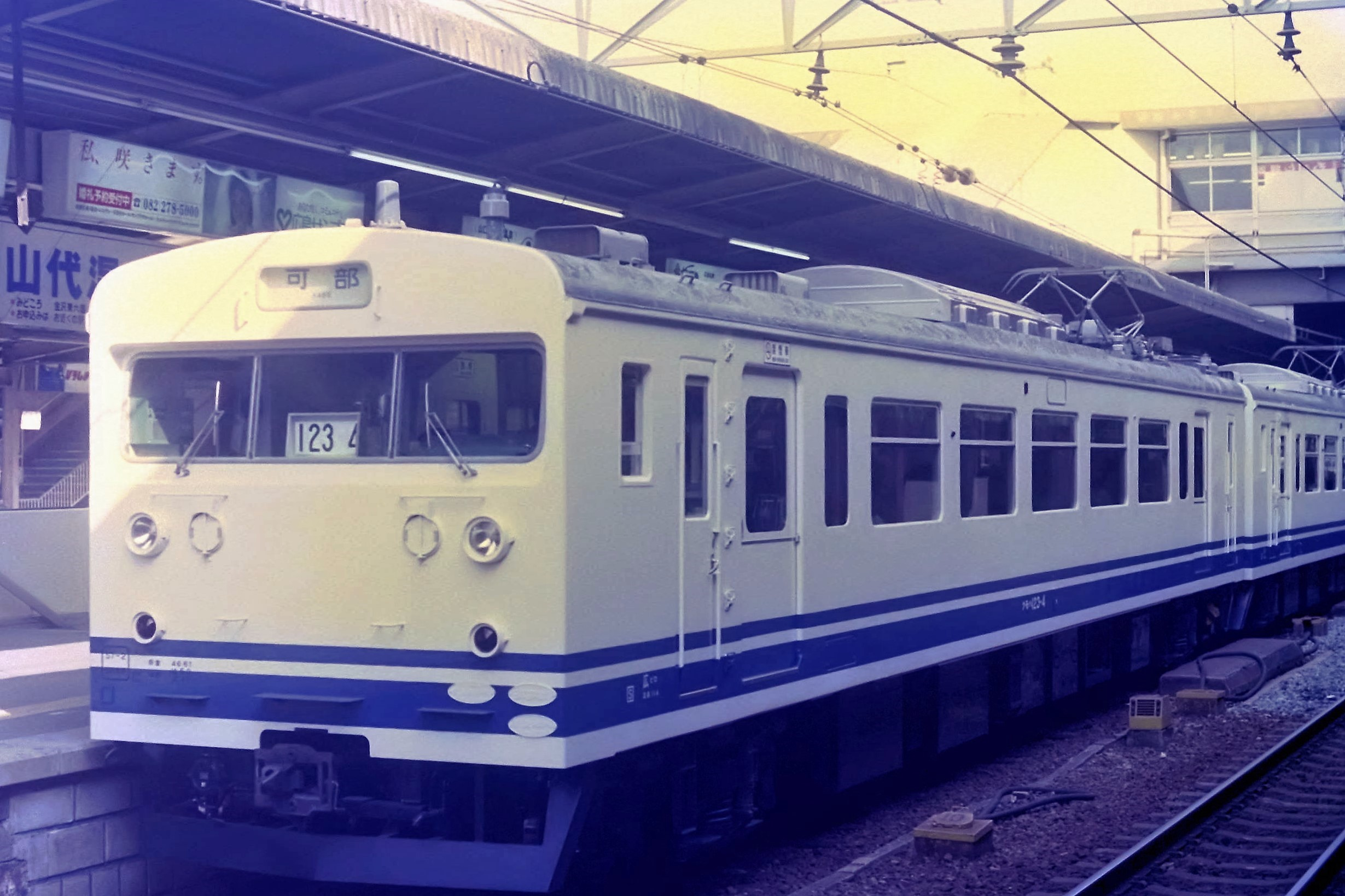
クモハ123-4(登場時)
（1987年3月31日、広島駅）

国鉄分割民営化直前の1987年（昭和62年）2月末から4月末に、可部線向けとしてクモニ143-2・3・6から3両が改造された。前面に排障器（スカート）が装着されている。塗装は地色が白3号で、車体下部に青20号の帯が2本入っている。
クモハ123-1や40番台と同様両端2か所に片開き扉を配置しているが、側面窓の形状は上部3分の1が室内側に倒れる（内倒し式）大形窓となったほか、熱線吸収ガラスの採用によりカーテンが省略されている。内装は、ほかのグループがメラミン化粧板を使用するのに対し、このグループではFRP成形品による構成となっている。座席はキハ38形などで採用されたバケットタイプ（改造当初緑色・オレンジ色・黄色の3色）となっている。
改造時に第2パンタグラフを撤去し、集中式冷房装置（AU75G形、48.84 kW ≒ 42,000 kcal/h）を取り付け、電源として電動発電機（MG）を70kVAのものに変更している。冷房装置は可部線と競合するバスに対抗するため、サービス向上として設置されたものである。MGは485系などの食堂車の廃車発生品を再利用した（クモハ123-5・6も同様）。ジャンパ連結器は105系に合わせたものに交換された。105系と併結運転が可能で、自動放送装置と105系用の行先表示器指令装置が取り付けられている。
1991年に宇部線・小野田線へ転用され、1993年には前面が貫通化された。

#### クモハ123-5・6（羽衣線用）

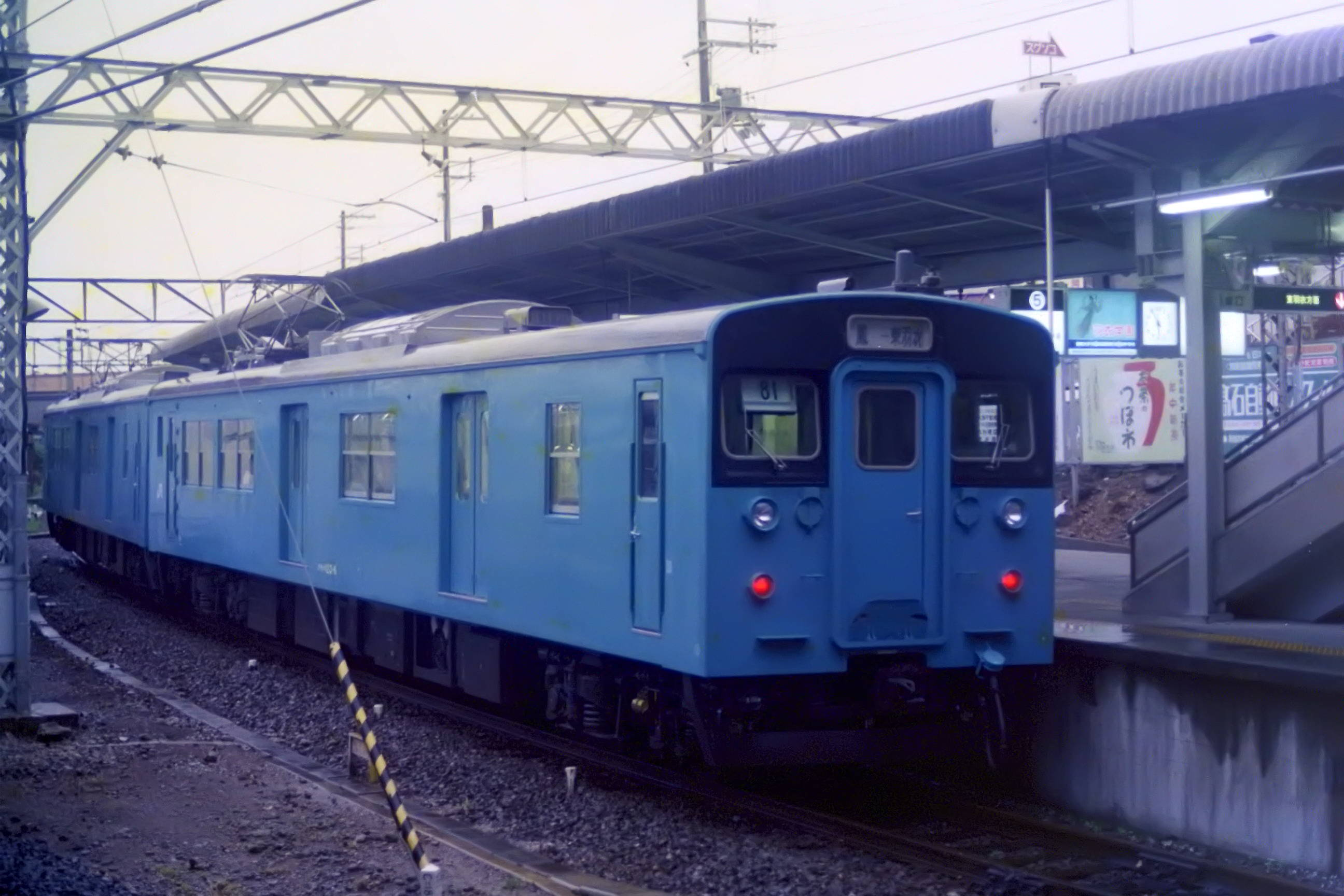
クモハ123-5(阪和線時代)
（1987年8月、鳳駅）

1987年（昭和62年）3月30日に阪和線羽衣支線（羽衣線）向けとしてクモニ143-7・8から改造された。
ラッシュ時対策として車体側面2か所に1,300 mm幅の両開き式側引戸を設けたが、種車の荷物用扉の位置を踏襲したため、変則的な位置にあった。側窓は201系と類似した上段下降・下段上昇の二段式ユニット窓となっており、改造当初から前面に貫通扉が設置されている。改造時に第1パンタグラフを撤去し、集中式冷房装置（AU75E形、48.84 kW ≒ 42,000 kcal/h）を搭載している。
ラッシュ時は103系の制御車クハ103-194を併結した3両編成という特異な運用をするため、ジャンパ連結器は103系に合わせたものに交換され、クハに冷房電源の三相交流を供給するためのジャンパ連結器も設けられた。日中は単行または2両で運行された。1989年にワンマン運転設備を追設している。塗装は阪和線の103系に合わせた青22号だが、運転台部分は黒く塗られていた。
1995年より宇野線へ転用、2003年以降は側扉を移設の上で宇部線・小野田線で使用されている。

### 40番台（身延線用）

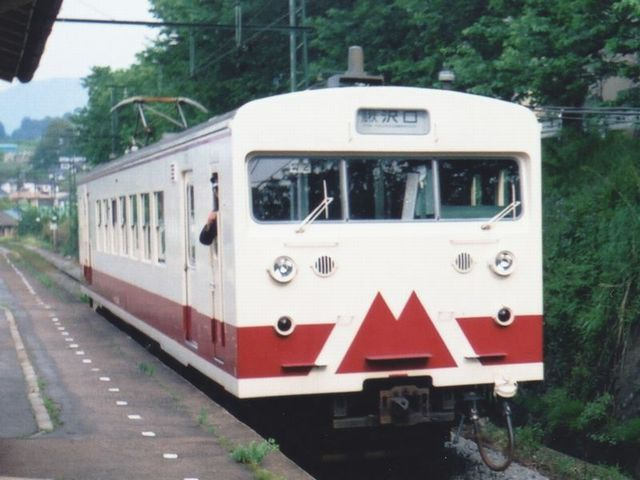
クモハ123-42
（1989年5月5日、甲斐上野駅）

身延線の富士 - 西富士宮間と鰍沢口 - 甲府間の区間輸送（愛称「富士ポニー」）用として、国鉄時代の1987年（昭和62年）1月に40番台5両（41 - 45）が改造された。改造種車は飯田線で使用されていた郵便荷物合造車のクモユニ147形である。
運転台直後に片開き扉を設けた2扉車で、外観・車内ともクモハ123-1に準じているが、側窓は119系に準じた上段上昇・下段上昇式のユニット窓が7個並び、戸袋窓は廃止した。またドア下部の張り出しが前位側（集電装置と逆側）にあった。改造当初はクモハ123-45と珍しい並びの車両番号も存在した。座席は101系の廃車発生品が流用された。
補助電源（電動発電機）は改造時に5 kVAのものが存置されていた。

### 600番台（身延線用）

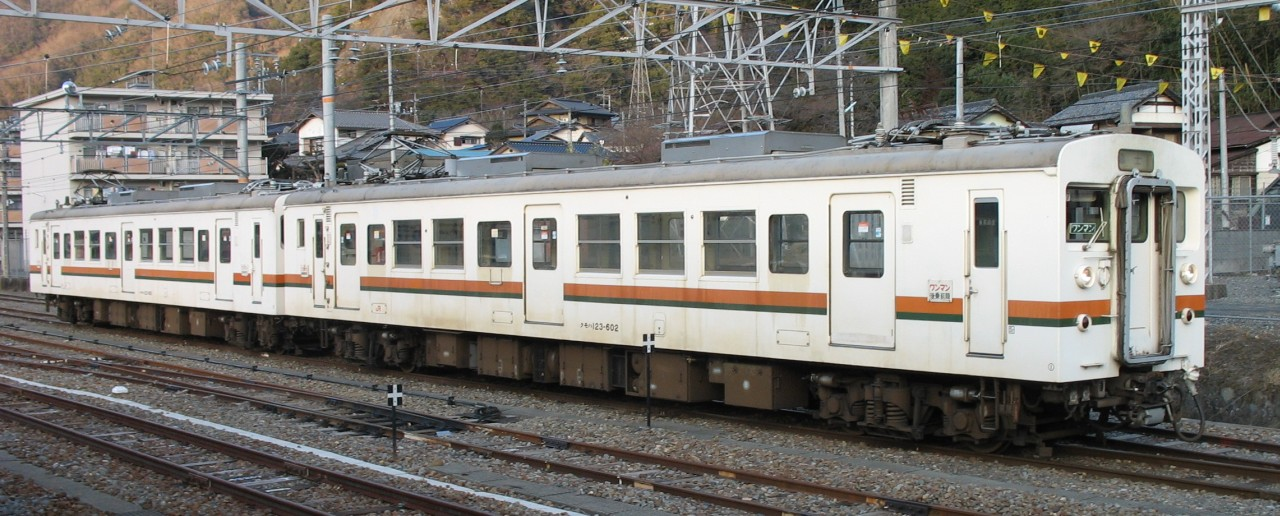
クモハ123-601・602
（2006年2月11日、身延駅）

JR東海により、身延線用として1988年（昭和63年）3月に牽引車のクモヤ145-601・602から改造された。
同時期登場の愛知環状鉄道100形に類似した両端部と中央部に1,100 mm幅の片開き扉を設けた3扉構造となっており、種車の前面にあった貫通路は2両連結した時に幌で貫通路が構成できるように改造された。側窓は119系に準じた上段上昇・下段上昇式のユニット窓が5個並び、戸袋窓が設置されている。一部の座席は、119系の両運転台化改造車からの発生品が流用された。
パンタグラフは冬季の霜取り用としてPS23A形2基が存置された。冷房装置は搭載されなかったが、電動発電機（MG）は冷房化を考慮して70 kVAのものがそのまま搭載された。空気圧縮機は室内設置のMH113B-C2000MA形から床下設置のMH80A-C1000形とした。

## 改造工事

### JR東日本での改造

#### ワンマン化改造（JR東日本）
クモハ123-1には1990年（平成2年）1月にワンマン運転の設備が設置された。長野総合車両所で施工されている。

#### 冷房化改造（JR東日本）
クモハ123-1には改造当初は冷房装置が搭載されていなかったが、1993年（平成5年）7月にAU712形集約分散式冷房装置（24.42 kW ≒ 21,000 kcal/h、インバータ制御式）×2基が搭載された。冷房電源は屋根上に搭載された補助電源装置（SC24形インバータ〈定格容量28 kVA〉。このインバータは容量可変制御式（VVVF））から給電される。長野総合車両所で施工。

### JR東海での改造

#### 冷房化改造（JR東海）

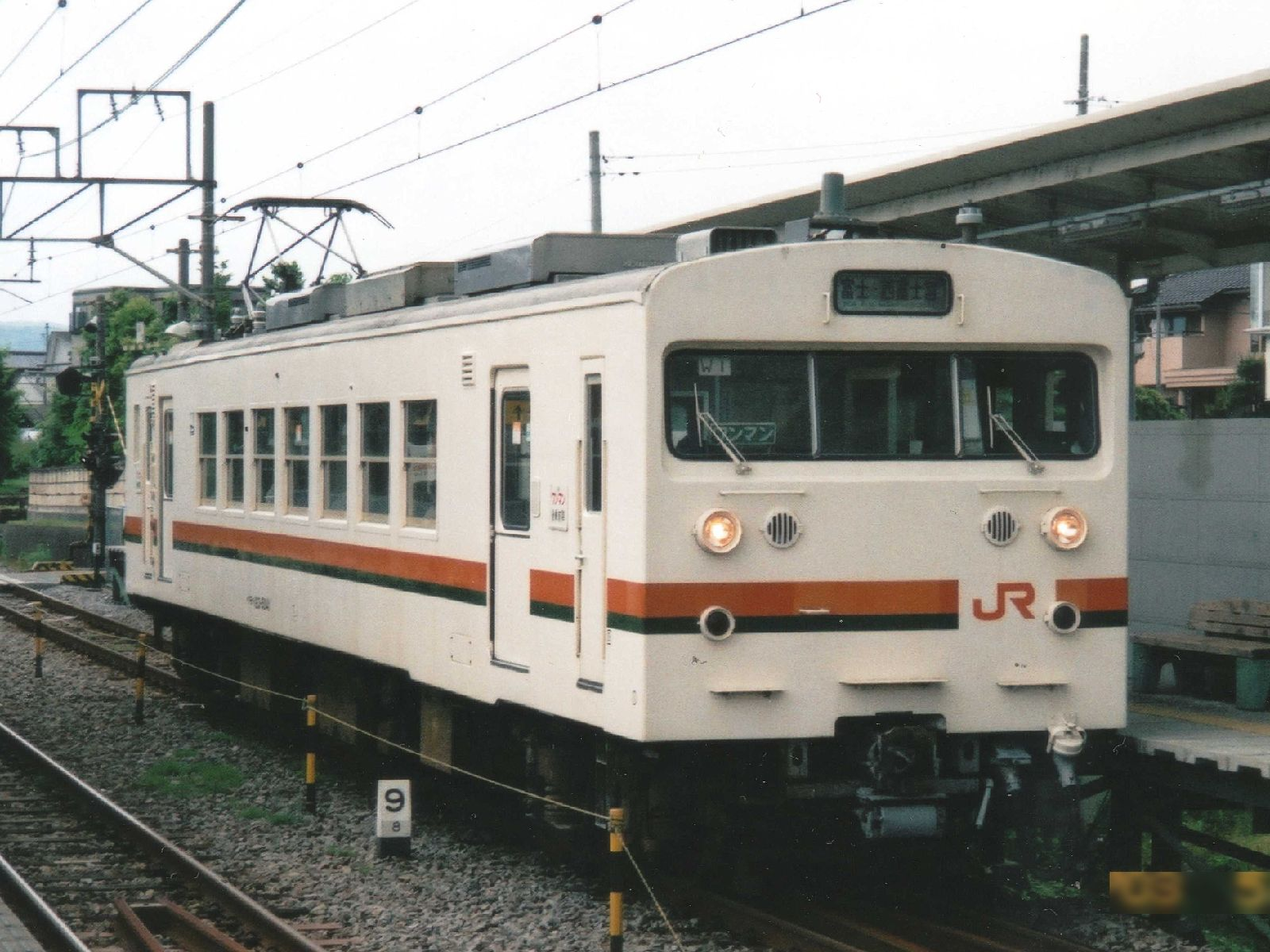
クモハ123-5041
（2003年5月28日、源道寺駅）

40番台は1989年（平成元年）6月から翌1990年（平成2年）11月にかけての冷房化改造時、屋根上にC-AU711D形集約分散式冷房装置（20.93 kW ≒ 18,000 kcal/h、インバータ制御式）×2基を、さらに冷房電源としてC-SC33形静止形コンバータ（SCV、定格容量24 kW、直流1,500V→直流600Vに変換）を搭載して5040番台（5041 - 5045）に改番した。
600番台は1988年（昭和63年）12月（601）と1989年（平成元年）3月（602）にC-AU711C形集約分散式冷房装置（20.93 kW ≒ 18,000 kcal/h、インバータ制御式）×2基が搭載された。冷房電源は前述した電動発電機 (MG) からの供給とされたため、改番はされていない。施工は浜松工場である。

#### ワンマン化改造（JR東海）

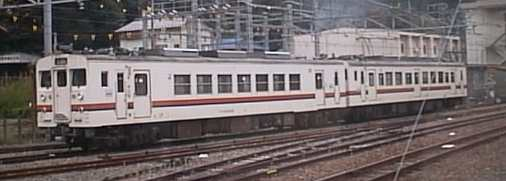
クモハ123-5145と600番台（2003年）

5040番台では1989年（平成元年）6月から翌1990年（平成2年）5月にかけてワンマン化改造が行われたが、5045のみ前面に貫通扉が設置されて5145に再改番された。ワンマン化改造では運転室背後に運賃表示器、運賃箱と整理券発行機の設置、ドア横にサボ入れまたは表示器が設置された。工事は浜松工場で施工された。
600番台には1990年（平成2年）1月・3月にワンマン運転設備が設置された。施工は浜松工場である。

#### 主電動機換装
2001年（平成13年）には40・600番台とも主電動機はMT46形からMT54形に換装された。同時に前面には電気連結器が装備されている。

### JR西日本での改造

#### 貫通路設置改造

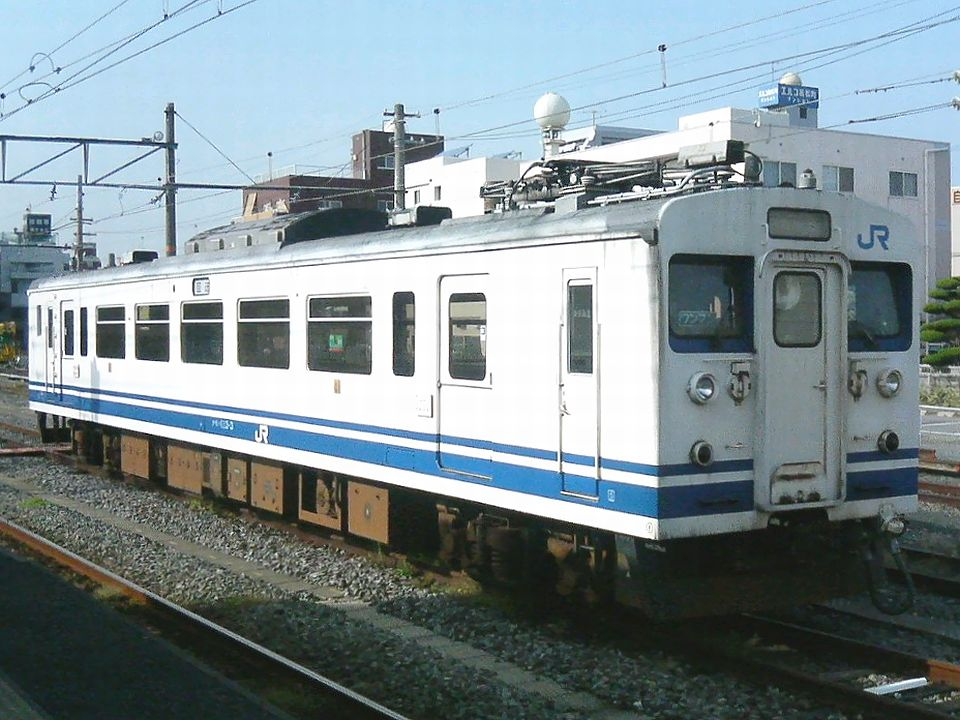
貫通路設置後のクモハ123-3（宇部新川駅、2006年）

クモハ123-2 - 4は前面は種車のままの非貫通構造であったが、宇部線・小野田線転用後の1993年（平成5年）に貫通扉が設置された。

#### クモハ123-5・6の扉移設改造

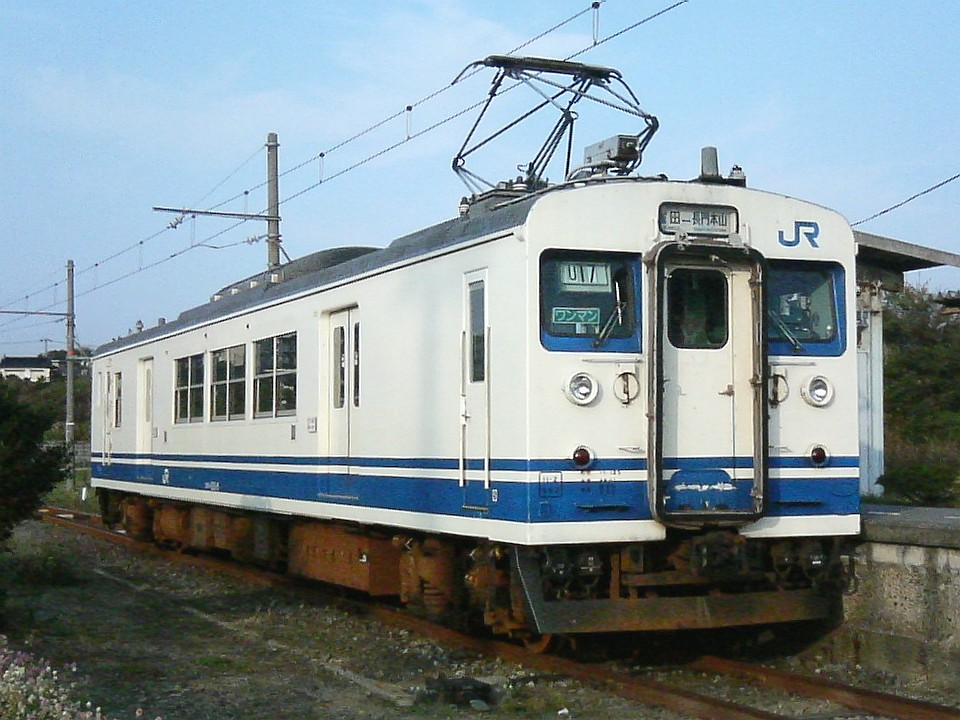
クモハ123-6(扉移設改造後)
（2006年10月10日／長門本山駅）

宇部線・小野田線に転用されたクモハ123-5・6は2002年に扉位置を移設する改造を受けたため、外観が大きく変わっている。ただし、車内のつり革の配置は変わっておらず、元々ドアが設置されていたところにあたるつり革はやや高い位置に設置されているので、つり革を見れば移設前のドアの位置がわかる。また運賃の車内収受に対応するため整理券発行機・運賃箱・デジタル式運賃表が取り付けられた。
このグループはドアの半自動機能を持っていなかったが、近年になってドアボタンを設置する改造が行われた。

#### トイレ設置改造
2013年（平成25年）からキハ120形気動車とほぼ同一構造のトイレが設置され、2014年に全車両の取り付けが完了した。

## 運用

### 東日本地区（JR東日本）
JR東日本には、クモハ123-1の1両が継承された。

#### 中央本線辰野支線
中央本線辰野支線向けにはクモハ123-1が松本運転所（現・松本車両センター）に配置され、1986年11月のダイヤ改正に合わせて使用開始された。終日辰野駅 - 塩尻駅間での運用であったが、朝晩には松本車両センターの入出庫を兼ねて辰野駅 - 松本駅間でも1往復運用された。検査時や多客期には長野総合車両センター所属の115系が代走した。
2012年（平成24年）12月15日・16日には、塩尻駅→辰野駅→岡谷駅→みどり湖駅→塩尻駅とその逆回りで運行された臨時列車「ぐるっと善知鳥・塩嶺号」「ぐるっと塩嶺・善知鳥号」に充当され、定期運用では入線しない塩嶺トンネル経由の短絡ルートを走行した。2013年（平成25年）3月9日にも同じ経路で「ありがとう123系 ぐるっと善知鳥号」「ありがとう123系 ぐるっと塩嶺号」として運転された。3月の運行は乗車整理券制で地元の乗客を対象にしての設定となり、JR東日本長野支社などのホームページでは公開されず、長野県塩尻市および辰野町でのみ情報が発信された。
2013年（平成25年）3月16日のダイヤ改正でE127系に置き換えられることになり、最終運行日となった同年3月15日には、最終列車の発車にあわせて小野駅でセレモニーが実施された。また、同日は混雑対応のため車掌が乗務し、通常表示されない塩尻行のサボも掲出された。最後の定期運用となった塩尻発松本行の下り列車では、塩尻駅の電光掲示板で「123ミニエコー・ラストラン」と表示された。同車は松本駅到着後、23時3分に同駅を発車して長野総合車両センターへ回送された。その後、同年4月15日付けで廃車され、JR東日本においては廃形式となった。

### 東海地区（JR東海）
JR東海には、40番台の5両が継承された。

#### 身延線
身延線では40番台が民営化直前の1987年3月21日に営業運転を開始した。民営化後の1988年（昭和63年）3月には600番台2両（601・602）が投入されており、身延線用として静岡車両区（旧・静岡運転所）に7両が在籍していた。
1987年の投入当初は白地（クリーム10号）に赤帯（赤2号）と前面に富士山と身延の頭文字「M」を図案化した模様の塗装であったが、JR化後の1991年（平成3年）3月までにJR東海に承継された119系やキハ40系と同じく白地にオレンジと緑の帯の塗装に変更された。
2006年（平成18年）9月に5041、2007年（平成19年）1月に5044・5145が廃車された。同年3月18日のダイヤ改正で313系に置き換えられて全車が運用離脱し、同年5月に601・5043が、6月に602・5042が廃車され、JR東海においては廃形式となった。

### 西日本地区（JR西日本）
JR西日本には、クモハ123-2 - 6の5両が継承された。

#### 阪和線羽衣支線（羽衣線）
阪和線のうち鳳駅 - 東羽衣駅間の羽衣支線（羽衣線）では1987年にクモハ123-5・6が投入された。1987年3月の改造後は日根野電車区に長期留置されていたが、同年6月11日に鳳電車区に回送され、乗務員訓練後の7月1日から営業運転を開始した。
1995年に2両とも岡山地区の宇野線に転用され、羽衣支線は終日103系での運用となった。

#### 岡山地区
宇野線の茶屋町 - 宇野間で運用されるクモハ84形を置き換えるため、1995年（平成7年）6月に羽衣線用のクモハ123-5・6が岡山電車区に転属した。塗装は地色はそのままだが運転台部分の黒い部分がなくなり、カモメが描かれた。
宇野線のワンマン化により2001年（平成13年）に福塩線へ転用され、105系と混用されることになった。運賃の車内収受に対応していない本形式は105系用のジャンパ連結器を追設し、福塩線・山陽本線岡山 - 福山間・赤穂線で105系2両と併結の4両編成で使用された。2002年（平成14年）には宇部線・小野田線用として貸し出され、2003年（平成15年）に同線へ転属した。

#### 可部線
可部線用に投入されたクモハ123-2 - 4は、1987年3月27日に営業運転を開始した。1991年に下関運転所（現・下関総合車両所運用検修センター）に転属し、宇部線・小野田線用となった。

#### 宇部線・小野田線

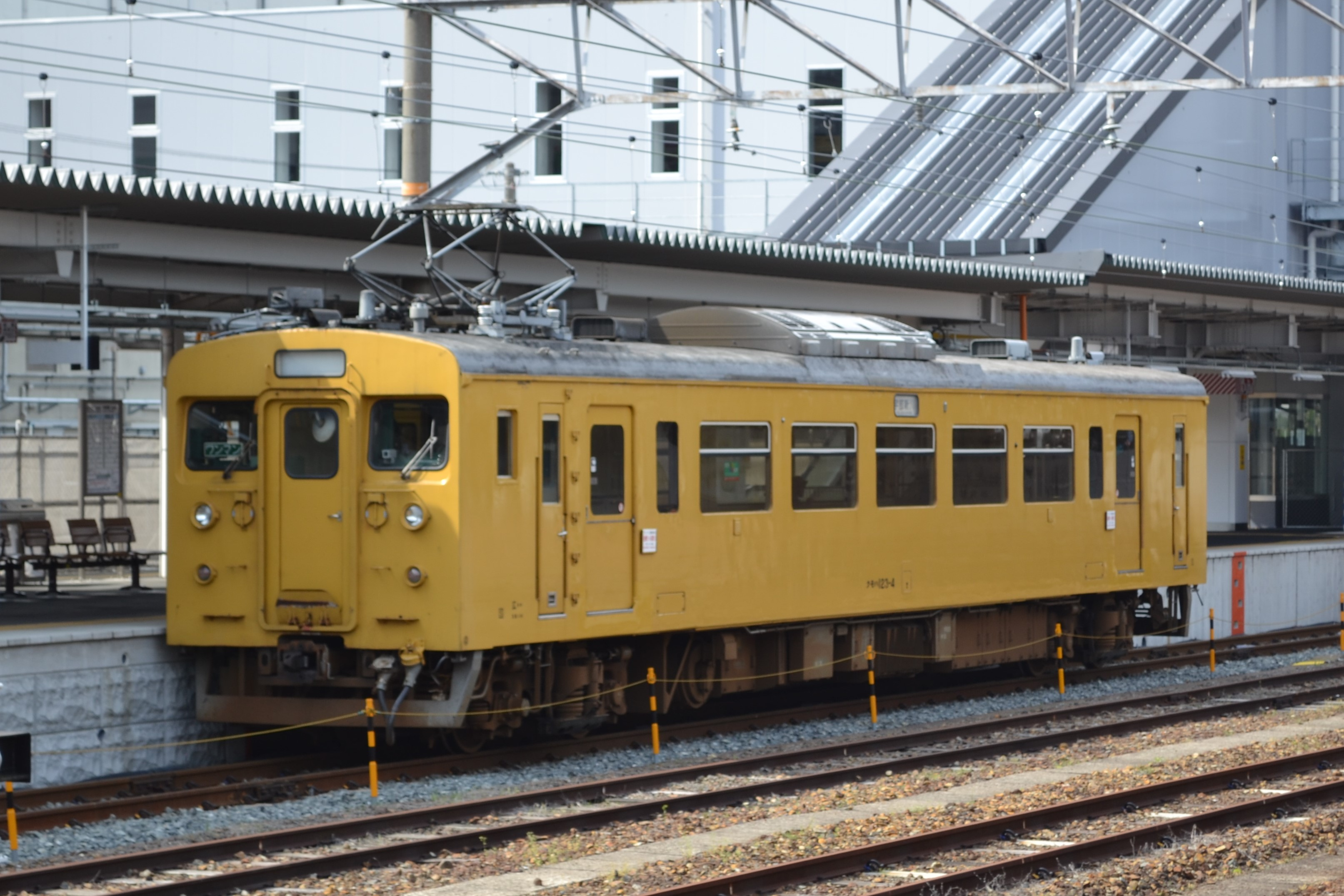
黄色単色塗装のクモハ123-4（新山口駅、2014年）

可部線用のクモハ123-2 - 4は1991年（平成3年）に宇部線・小野田線へ転用され、下関運転所（現：下関総合車両所運用検修センター）に転属した。
2002年（平成14年）にはクモハ123-5・6が岡山地区から転用され、2003年に下関地域鉄道部（現：下関総合車両所運用検修センター）に転属してクモハ42形を置き換えた。その際に塗装は2 - 4と同様のものに変更された。
2010年（平成22年）にクモハ123-4を皮切りに濃黄色一色への塗装変更が開始され、以降2015年（平成27年）8月のクモハ123-6を最後に全車の塗装変更が完了した。この際、運賃表が液晶画面に換装されている。
主な運用は小野田線や宇部線（閑散時のみ）での単独運用だが、ラッシュ時は105系に併結されて宇部線の山陽本線直通列車（宇部駅 - 下関駅間）などでも運用されている。